# George Herbert
George Herbert (3. dubna 1593 – 1. března 1633) byl velšský básník. Narodil se ve středovelšské obci Montgomery a měl devět sourozenců. Jeho nejstarším bratrem byl Herbert z Cherbury. Později George odešel do Londýna a následně studoval v Cambridge. Byl přítelem a žákem Johna Donna. V roce 1624 se stal poslancem. V roce 1629 vstoupil do kněžství a byl jmenován rektorem malé venkovské farnosti Fugglestone St Peter. Zemřel v jihoanglické vesnici Bemerton ve věku 39 let. V roce 1633, tedy v roce jeho smrti, vyšly souborně všechny jeho básně ve sbírce The Temple: Sacred Poems and Private Ejaculations. Psal anglicky, latinsky a řecky.